# Johannes Hippe
Erik Johannes Hippe, född 24 juli 1990 i Oslo, är en norsk tidigare handbollsspelare (vänsternia).

## Karriär
Johannes Hippe började handbollskarriären i Nordstrand IF i Oslo och då föreningarna gick samman med Bækkelagets SK bildades BSK/NIF som han representerade till 2011. Efter två och en halv säsonger skrev Hippe kontrakt med den franska klubben HBC Nantes i december 2011. I oktober 2012 övergick Hippe till Lugi HF. År 2014 lämnade Hippe Sverige och Lugi för studier i Oslo. Här kom han åter att spela för BSK/NIF med Jan "Proppen" Karlsson som tränare. Efter ett år bytte han klubb till Drammen då han blivit far. Han spelade kvar i Drammen till 2018 då han bidrog till att klubben vann norska mästerskapstiteln 2018. Han lämnade klubben 2019.

## Landslagsspel
Johannes Hippe spelade 15 matcher i norska pojklandslaget, 24 matcher i juniorlandslaget och 32 matcher i ungdomslandslaget. Som senior spelade Johannes Hippe 40 A-landskamper för Norge med debut den 7 december 2010 mot Danmark.

## Meriter
- SM-silver 2014 med Lugi HF
- Norsk mästare 2018 med Drammen HK